# Viện Đại học Minnesota
Viện đại-học Minnesota (thường được gọi với các tên The University of Minnesota, Minnesota, U of M, UMN, hoặc chỉ đơn giản là the U) là một viện đại-học nghiên-cứu công-lập nằm ở hai đô-thị Minneapolis và Saint Paul, bang Minnesota. Hai khuôn-viên của viện đại-học này ở hai đô-thị Minneapolis và Saint Paul cách nhau khoảng 3 dặm (4,8 km), nhưng trên thực tế khuôn-viên trường ở Saint Paul thực chất nằm tại khu láng giềng Falcon Heights. Viện đại-học Minnesota – Twin Cities là viện đại-học lớn nhất trong Hệ-thống các Viện đại-học Minnesota (University of Minnesota System) cũng như có số lượng sinh-viên lớn thứ sáu ở Hoa Kỳ, với 51.147 sinh-viên tham gia học (học-niên 2013-2014). Viện đại-học này cũng là viện đại-học chính đứng đầu (flagship) trong Hệ thống các Viện đại-học Minnesota. Viện đại-học được phân thành 19 trường (colleges/schools) cùng với các khuôn-viên trường chị em ở các đô-thị Crookston, Duluth, Morris, và Rochester.
Viện đại-học Minnesota là một trong những thành viên của Public Ivy (những trường công lập danh tiếng nhất Hoa Kỳ, bởi vì những trường tư thục nổi tiếng nhất là Ivy League), với môi-trường học-thuật sánh ngang với các viện đại-học trong nhóm Ivy League. Được thành lập vào năm 1851, Viện đại-học Minnesota được xếp vào loại R1 Doctoral University (phân hạng cao nhất) trong phân loại của Carnegie Classification of Institutions of Higher Education với nhiều hoạt động nghiên-cứu cấp cao. Viện đại-học cũng là một thành viên trong Hiệp-hội các Viện đại-học Bắc Mỹ và xếp hạng 14 về lãnh-vực nghiên-cứu với chi-phí cho việc nghiên-cứu vào 881 triệu dollar Mỹ trong năm tài-khoá 2015.
Các giảng-viên, cựu sinh-viên, và các nghiên-cứu-gia của Viện đại-học Minnesota đã được trao 30 giải Nobel và 3 giải Pulitzer. Những cựu sinh-viên nổi bật của Viện đại-học gồm có hai Phó Tổng-thống Hoa Kỳ Hubert Humphrey và Walter Mondale, cùng với Bob Dylan, được trao giải Nobel Văn chương 2016.

## Học-thuật

### Tổ-chức và Hành-chánh
Viện đại-học Minnesota bao gồm 19 trường đại-học và trường chuyên-nghiệp:
- Center for Allied Health Programs
- College of Biological Sciences
- College of Continuing Education
- School of Dentistry
- College of Design
- College of Education and Human Development
- Extension
- College of Food, Agricultural and Natural Resource Sciences
- Graduate School (Giáo-dục Cao-học)
- Law School
- College of Liberal Arts
- Carlson School of Management (Trường Kinh-doanh Carlson)
- Medical School
- School of Nursing
- College of Pharmacy (Trường Dược-khoa)
- Hubert H. Humphrey School of Public Affairs
- School of Public Health
- College of Science and Engineering
- College of Veterinary Medicine (Trường Thú-y)

### Các Học-viện và Trung-tâm
Viện đại-học có 6 trung-tâm liên ngành cũng như các viện nghiên-cứu có phạm vi rộng khắp trên toàn viện đại-học:
- Center for Cognitive Sciences
- Consortium on Law and Values in Health, Environment, and the Life Sciences
- Institute for Advanced Study at University of Minnesota
- Institute for Translational Neuroscience
- Institute on the Environment
- Minnesota Population Center

### Thứ hạng

#### Toàn Cầu
Năm 2016, Viện đại-học Minnesota được xếp hạng thứ 33 trên thế-giới bởi the Academic Ranking of World Universities (ARWU). Năm 2017, U.S. News & World Report đánh giá viện ở vị-trí thứ 38 trong bảng-xếp-hạng "Best Global University Rankings". Times Higher Education World University Rankings trong năm 2015 xếp viện đại-học Minnesota hạng 46 toàn cầu. The Center for World University Rankings (CWUR) xếp viện đại-học hạng 45 toàn thế-giới năm 2016 dựa trên các tiêu-chí về chất-lượng giáo-dục, công việc của cựu sinh-viên, chất-lượng của giảng-viên, các ấn-phẩm, sức ảnh-hưởng, trích-dẫn, sự lan-toả rộng, và các bằng-sáng-chế. Năm 2016, Nature Index xếp viện đại-học Minnesota vị-trí thứ 34 trên thế-giới dựa trên các ấn-phẩm xuất-bản nghiên-cứu trong các tạp-chí khoa-học hàng đầu về các chuyên-ngành khoa-học sự sống, hóa-học, khoa-học địa-cầu và môi-trường cũng như khoa-học tự-nhiên dựa trên các dữ-liệu xuất-bản từ năm 2015. Cũng trong năm 2015, Academic Ranking of World Universities xếp chuyên-ngành Toán học của viện hạng thứ 11 trên thế-giới.

#### Quốc-gia
Viện đại-học Minnesota được xếp hạng 14 trên tất cả trong số các viện đại-học nghiên-cứu hàng đầu quốc-gia bởi Center for Measuring University Performance. Bảng xếp hạng năm 2016 của U.S. News & World Report đánh giá chất-lượng giáo-dục hệ đại-học của viện đạt hạng 69 toàn quốc trong danh-sách 100 viện đại-học hàng đầu của Hoa Kỳ. U.S. News & World Report cũng xếp hạng các chương-trình học chuyên-ngành của viện như: Kỹ-thuật Hoá-học hạng 3, Dược-học (PharmD) hạng 3, Tiến-sỹ Kinh-tế-học hạng 10, Tâm-lý-học hạng 8, Thống-kê-học hạng 16, Thính-âm-học hạng 9, và University of Minnesota Medical School (Trường Y-khoa) hạng 6 về primary care (chăm sóc sức-khoẻ ban-đầu) cũng như hạng 34 về nghiên-cứu y-khoa trên toàn quốc. Law School (Trường Luật-khoa), liên tục được công nhận là trường luật hàng đầu Hoa Kỳ bởi U.S. News & World Report khi đứng hạng 20 toàn quốc, và luôn dẫn đầu về các chuyên-ngành Thương-mại Luật, Quốc-tế Luật, và clinical education (học tập dựa trên kinh-nghiệm). Ngoài ra, 19 phân-khoa trong lãnh-vực giáo-dục sau-đại-học của viện đại-học cũng nằm trong top 20 toàn quốc được đánh giá bởi U.S. National Research Council. Trong năm 2008, 2012, và 2016 U.S. News & World Report đã xếp hạng College of Pharmacy (Trường Dược-khoa) hạng 2 toàn quốc. Năm 2011, U.S. News & World Report xếp School of Public Health (Trường Y-tế Công-cộng) hạng 8 toàn quốc, trường cũng xếp hạng 2 về đào tạo văn-bằng Master of Healthcare Administration (Thạc-sỹ Quản-trị Y-tế). Viện đại-học xếp hạng 19 về gây quỹ NIH năm 2008. Viện đại-học Minnesota được liệt kê vào danh-sách "Public Ivy" của Greenes' Guides The Public Ivies: America's Flagship Public Universities.

### Khám-phá và Phát-minh
Viện đại-học Minnesota đã trở thành một thành-viên của the Laser Interferometer Gravitational-wave Observatory (LIGO) trong năm 2007, và đóng vai-trò tiên phong trong dự-án phân-tích dữ-liệu về việc tìm kiếm sóng hấp dẫn (gravitational waves) – sự tồn-tại của nó đã được các khoa-học-gia xác nhận hồi tháng 2 năm 2016.
Viện đại-học cũng là nơi đã phát triển Gopher, chính là tiền-thân của World Wide Web ngày nay, bằng cách sử dụng các hyperlinks để kết nối các tài-liệu trên các máy-vi-tính với nhau thông qua Internet. Tuy nhiên, một phiên bản khác tương tự Gopher được sản xuất bởi CERN lại được ưa chuộng hơn vì miễn phí và giúp dễ xử lý các trang web đa-phương-tiện. Viện đại-học còn là nhà của Viện Charles Babbage (Charles Babbage Institute), một trung-tâm nghiên-cứu và lưu-trữ chuyên về lịch-sử máy-tính. Phân-khoa khoa-học Máy-tính của viện có sự phát-triển lâu đời từ thời của những chiếc siêu-máy-tính đầu tiên trên thế-giới, nổi bật là sự phát triển siêu-máy-tính Cray của kiến-trúc-sư về siêu-máy-tính Seymour Cray. Một số giảng-viên nổi bật của phân-khoa gồm có Yousef Saad, Vipin Kumar, Jaideep Srivastava, John Riedl, và Joseph Konstan. Một vài cựu sinh-viên nổi bật của phân-khoa gồm Ed Chi, Imrich Chlamtac, Leah Culver, Jeff Dean, Mark P. McCahill, Arvind Mithal, và Calvin Mooers.
- Biomimetics (Sinh-thể Mô-phỏng)- Otto Schmitt phát minh ra mạch-tích-hợp Schmitt trigger, mạch-lặp-lại cathode (cathode follower), bộ khuếch-đại vi-sai, và bộ khuếch-đại chopper-ổn định.
- NASA - Deke Slayton là một trong những phi-hành-gia đầu tiên trong nhóm NASA Mercury Seven, và sau đó trở thành cục-trưởng đầu tiên của Văn-phòng Phi-hành-đoàn thuộc NASA. Deke Slayton phục vụ với tư cách là Giám-đốc Phi-đoàn-bay (NASA's Director of Flight Crew Operations), chịu trách-nhiệm về các hoạt-động bay của phi-hành-đoàn ở NASA từ tháng 11 năm 1963 cho tới tháng 3 năm 1972. Vào thời điểm đó, ông được cấp giấy chứng-nhận sức-khoẻ cho việc bay vào không-gian, và được chỉ định làm docking module phi-công của chuyến bay thử-nghiệm Apollo–Soyuz Test Project năm 1975 ở tuổi 51, và cũng là người lớn tuổi nhứt bay vào không-gian ở thời điểm đó.
- Bathythermograph - Athelstan Spilhaus đã phát triển hoàn thiện thiết-bị bathythermograph (BT) vào năm 1938, một thiết-bị có tầm quan trọng sống còn trong Đệ Nhị Thế Chiến trong cuộc chiến chống lại U-boat của Đức Quốc xã. Trong suốt thời-gian chiến-tranh, BT đã trở thành thiết-bị tiêu-chuẩn cho tất cả các tiềm-thủy-đỉnh của Hải quân Hoa Kỳ cùng với các tàu khác tham gia vào cuộc chiến chống tiềm-thủy-đỉnh của địch.
- CDC 6600 - James Thornton phát triển CDC 6600, chiếc siêu-máy-tính đầu-tiên trên thế-giới, được thiết kế bởi Seymour Cray.
- Ziagen® - Robert Vince đã làm việc với các ứng viên về thuốc kháng virus của Viện đại-học Minnesota, nơi ông tiếp tục phát triển các chất carbocyclic nucleosides gọi là 'carbovirs'. Loại dược phẩm này bao gồm cả thuốc abacavir. Abacavir đã được thương-mại-hóa bởi GlaxoSmithKline với tên Ziagen® dùng trong điều-trị-bệnh AIDS, Ziagen® (hay abacavir) là cơ-sở cho thuốc chống AIDS nổi tiếng được bán bởi Glaxo SmithKline.

## Các Khuôn-viên Trường

### Nhân-khẩu
Viện-đại-học Minnesota ở Twin Cities là viện-đại-học lớn nhứt trong Hệ-thống các Viện-đại-học Minnesota (University of Minnesota System). Với hơn 50.000 sinh viên theo học, viện có số lượng sinh viên theo học lớn thứ sáu toàn Hoa-Kỳ. Viện-đại-học còn có hơn 300 trung-tâm và học-viện về nghiên-cứu, giáo-dục cũng như tiếp cận trên mọi phương-diện từ khoa-học sự-sống tới chính-sách-công hay kỹ-thuật và công-nghệ.
Viện-đại-học cung cấp 143 chương-trình giáo-dục hệ đại-học và 200 chương-trình giáo-dục hệ cao-học. Viện cũng có cả ba nhánh của chương-trình Đào-tạo Sĩ-quan Dự-bị (Reserve Officer Training Corps). Viện-đại-học V Minneso ở a Twin Citiecùng với các viện-đại-học chung hệ-thống ở t Crookston, Duluthvànd Morris đều được công nhận bởi Higher Learning Commission (HLC) của North Central Association of Colleges and Schools.
Thành-phần các chủng-tộc/dân-tộc của sinh-viên trong viện-đại-học lần lượt: 65.3% sinh-viên da-trắng, 12.7% sinh-viên quốc-tế (không xác định chủng-tộc/dân-tộc), 9.2% sinh-viên gốc Á-châu, 4.3% sinh-viên gốc Phi-châu, 3.1% người gốc Latin, 1.2% sinh-viên người-Mỹ-bổn-địa, và 4.2% không xác định. 63% số sinh-viên trúng tuyển vào trường là cư-dân của bang Minnesota, còn lại 37% là đến từ các nơi khács. Theo Văn-phòng Nghiên-cứu Thể-chế của viện-đại-học, tính đến kỳ-học mùa Thu 2015, Viện-đại-học Minnesota ở Twin Cities có 30.511 sinh-viên đại-học. Trong số đó, 5.711 là sinh-viên năm nhứt, và 12.659 sinh-viên cao-học.

## Liên-minh Học-thuật Big 10
Viện đại-học Minnesota là một thành viên tham gia vào Liên minh Học thuật Big 10 (Big Ten Academic Alliance). Liên-minh học-thuật Big Ten là hiệp-hội học-thuật của các viện đại-học trong Big Ten Conference. Với việc chi ra hơn 10 tỷ dollar Mỹ vào các đề tài nghiên-cứu (2014-2015), các viện đại-học trong liên-minh cung cấp những hiểu-biết sâu sắc về các vấn-đề quan trọng trong các lãnh-vực y-học, công-nghệ, nông-nghiệp và cộng-đồng. Sinh-viên tại các viện tham gia trong liên-minh cũng được phép hưởng ưu tiên trong việc mượn tài-liệu từ các thư-viện của các viện đại-học khác trong liên minh. Liên-minh học-thuật Big Ten sử dụng việc mua hàng và cấp phép tập-thể, nhờ đó đã giúp các viện đại-học trong liên-minh tiết kiệm được hơn 19 triệu dollar Mỹ cho tới nay. Liên-minh cũng giúp sinh-viên trong việc tìm hiểu các khoá học chung, các trương-trình phát triển chuyên-môn, du-học, hợp-tác quốc-tế, cũng như các sáng-kiến khác.

## Một vài nhân-vật nổi bật

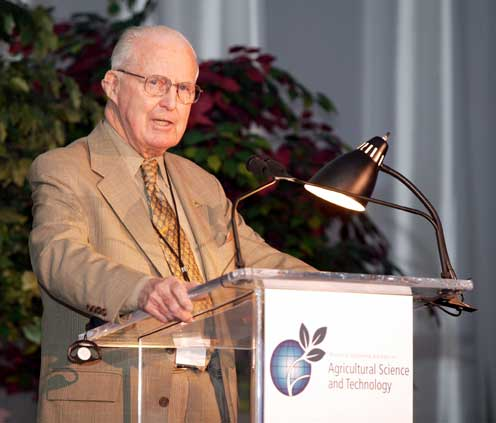
Norman Borlaug (B.S, Forestry, 1937; M.S. (1939) and Ph.D. (1942), Plant Pathology), Giải Nobel Hoà-bình năm 1970
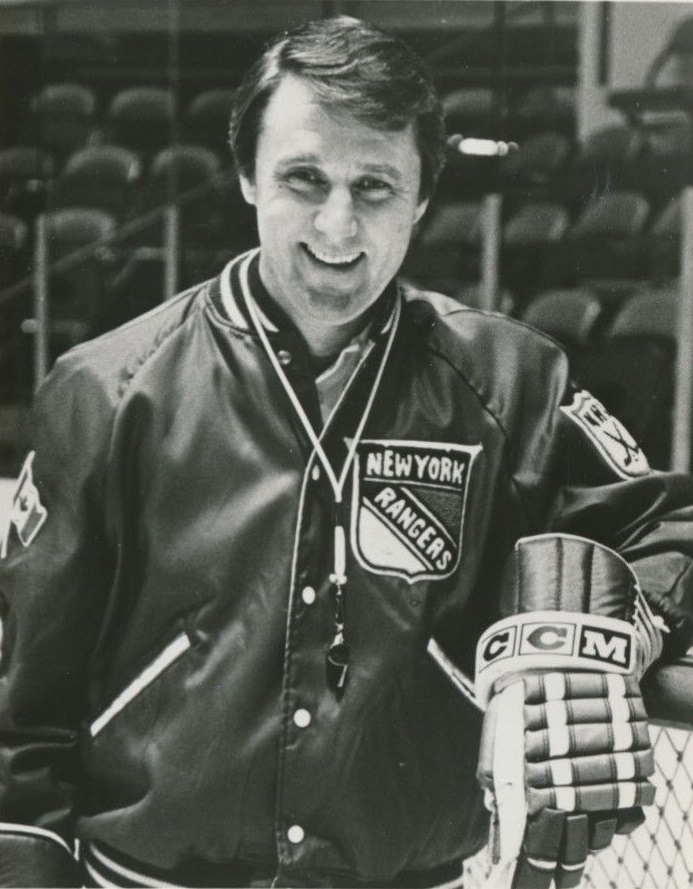
Herb Brooks (B.A., 1962), Huấn-luyện-viên Olympic môn Ice hockey
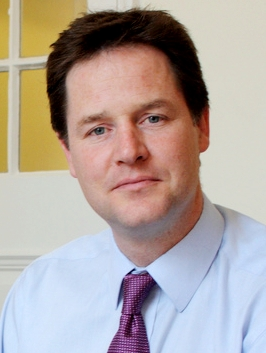
Nick Clegg (Fellow, 1989–90) Phó Thủ-tướng Vương-quốc Liên-hiệp Anh
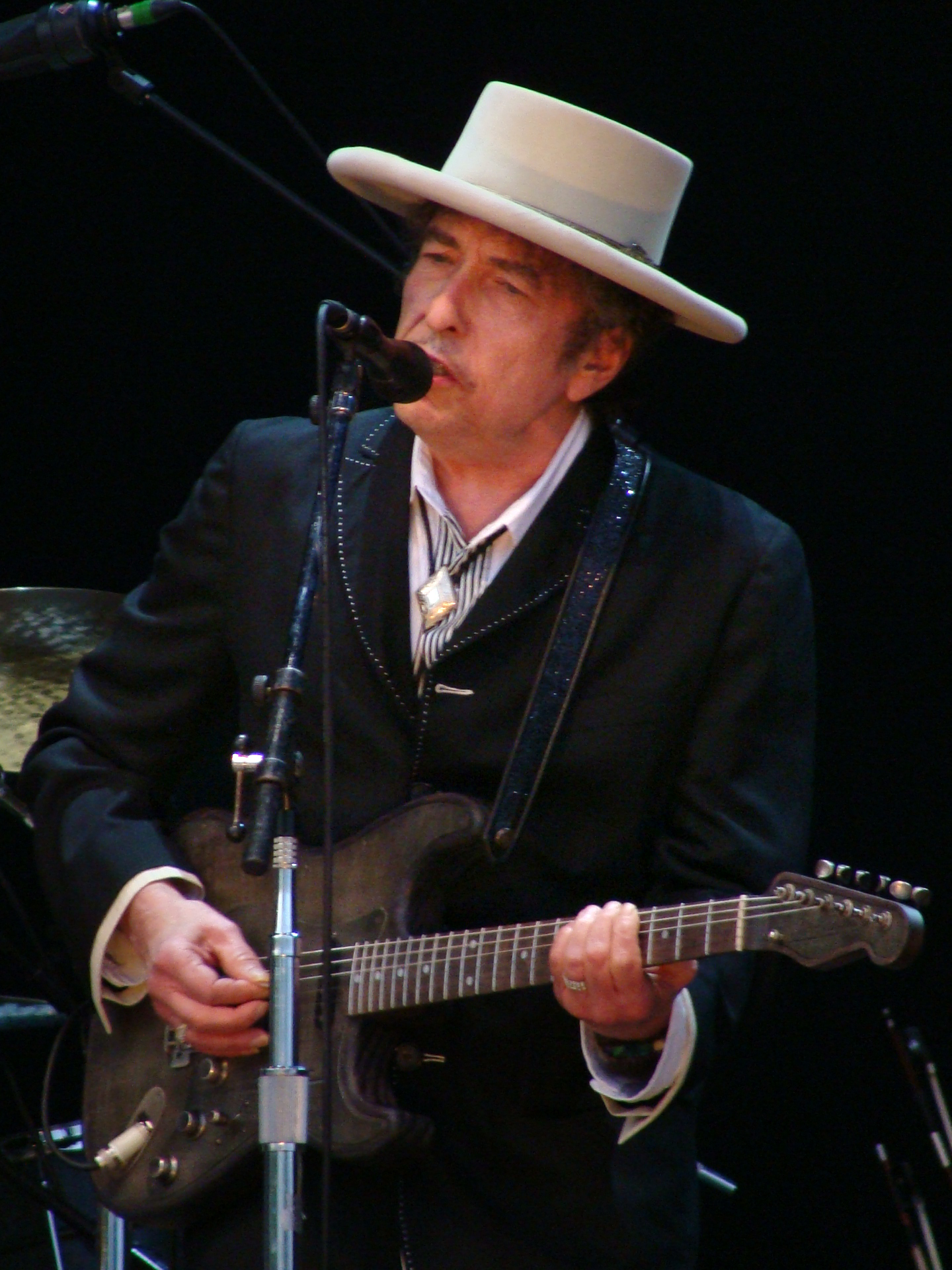
Bob Dylan (Literature & Arts, 1959-1960) Giải Nobel Văn-chương năm 2016
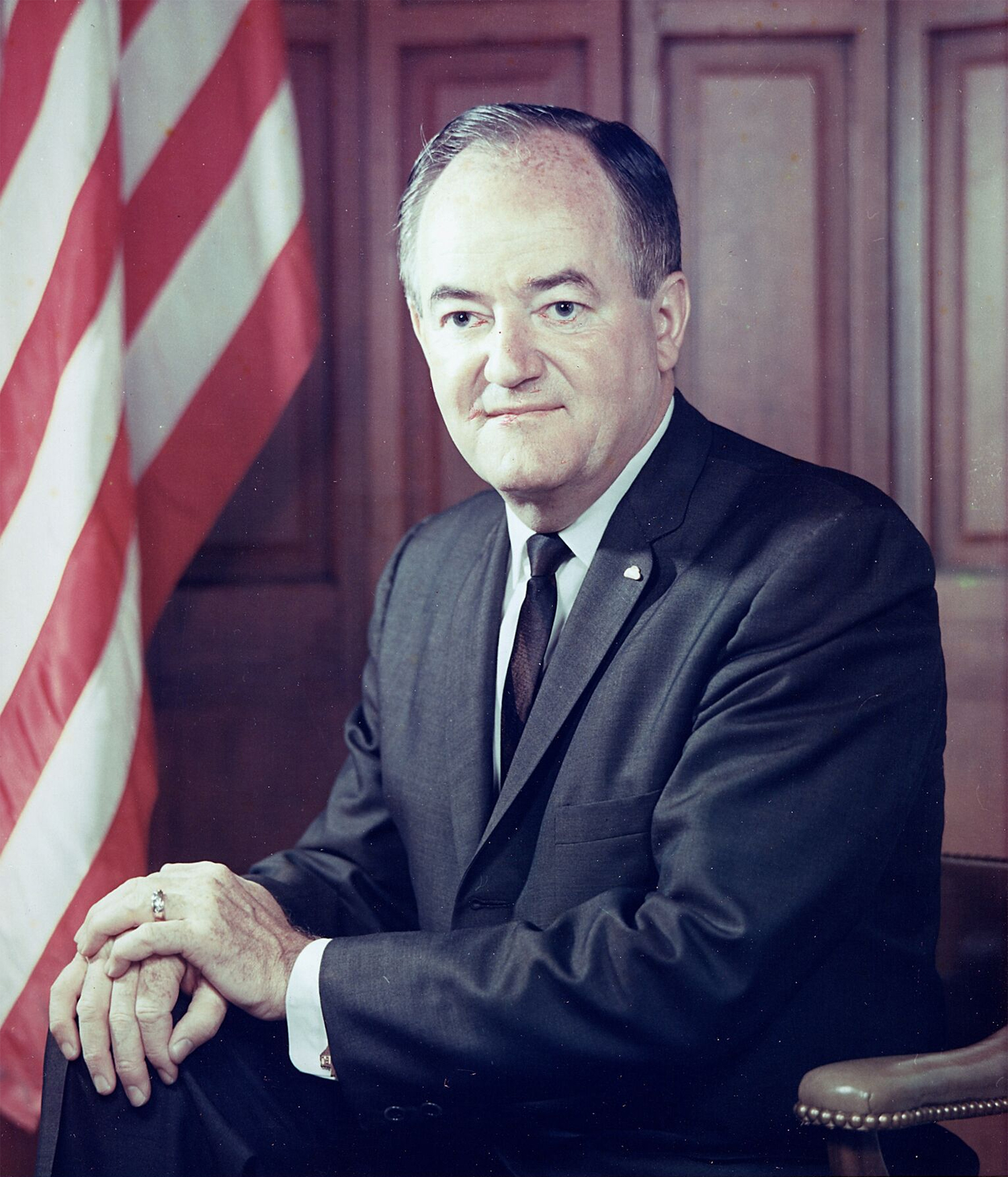
Hubert Humphrey (B.A., 1939) Phó Tổng-thống Hoa Kỳ thứ 38
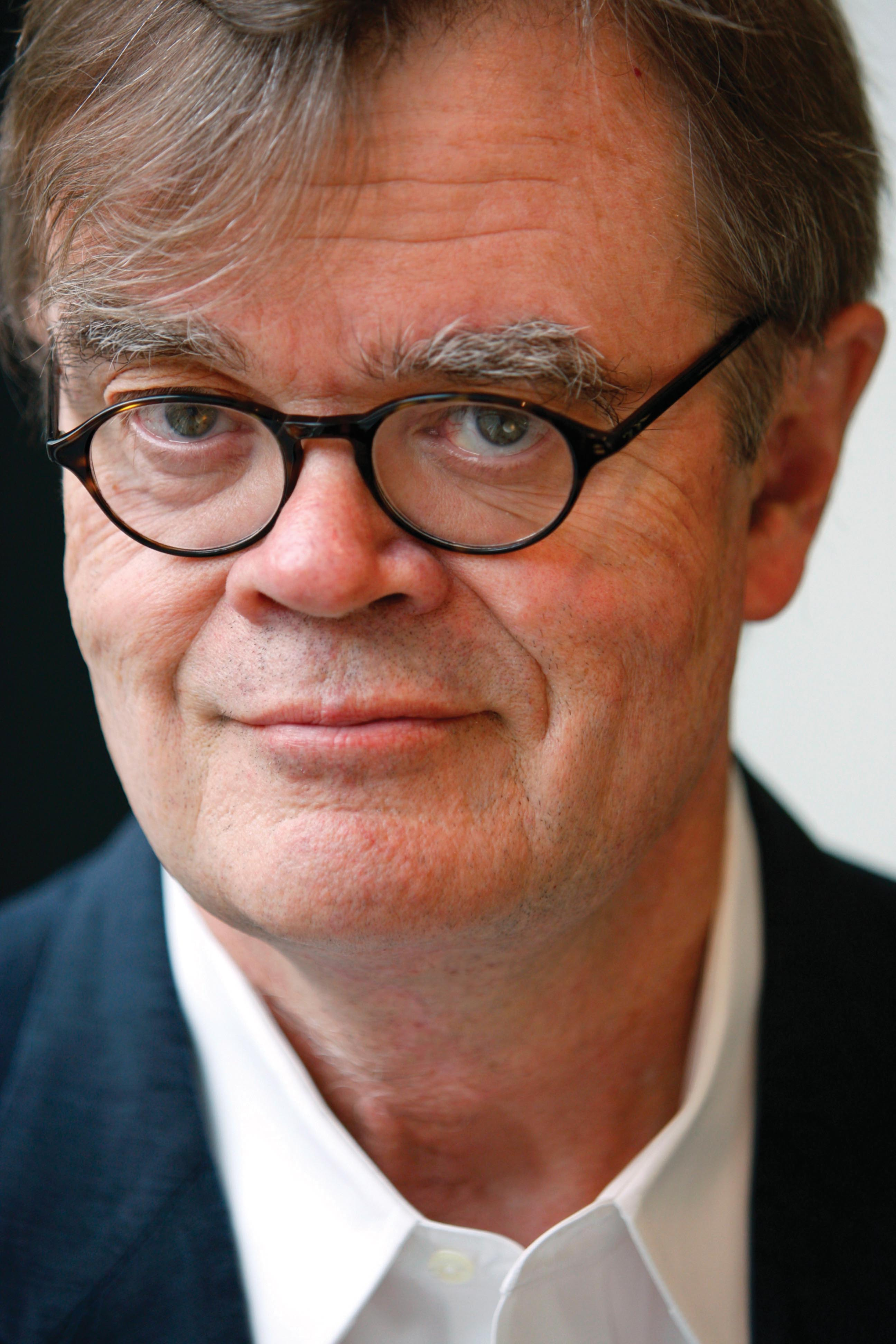
Garrison Keillor (B.S, English, 1966), Tác-gia
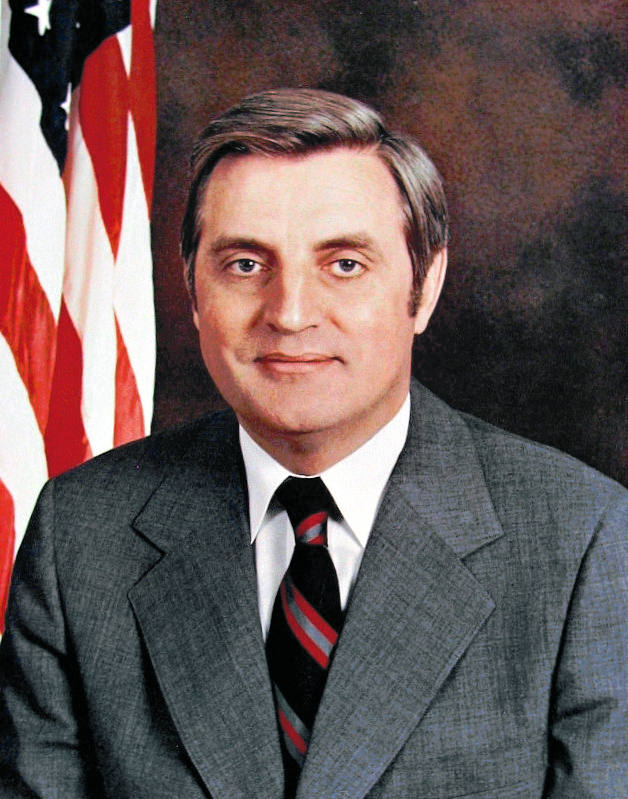
Walter Mondale (B.A., Political Science, 1951), Phó Tổng-thống Hoa Kỳ thứ 42
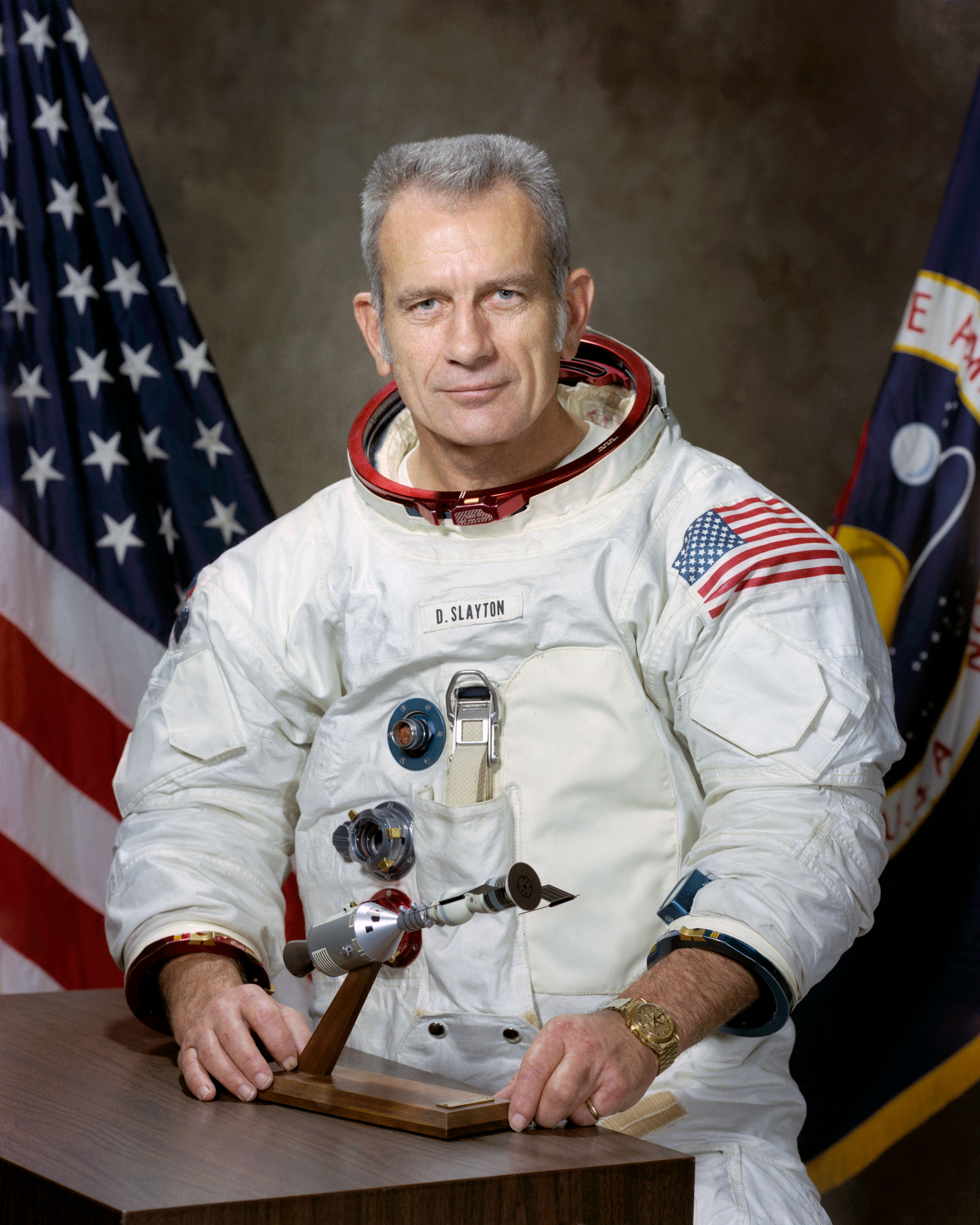
Deke Slayton (B.S., Aeronautical Engineering, 1949), Phi-hành-gia trong nhóm Mercury Seven